# Christian von Stökken

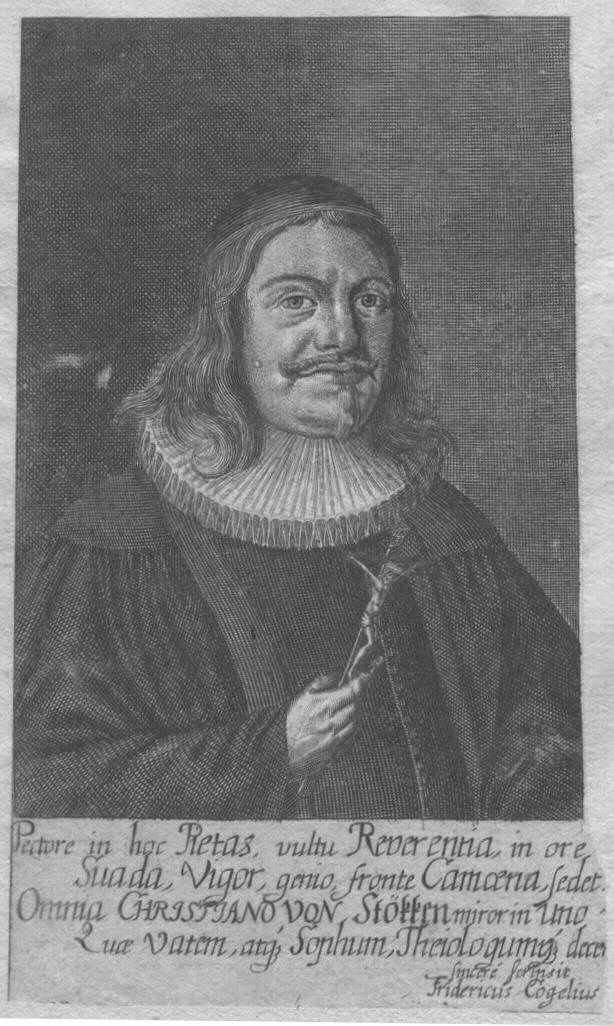
Christian von Stökken, zeitgenössischer Kupferstich

Christian von Stökken (* 15. August 1633 in Rendsburg; † 4. September 1684 ebenda) war ein deutscher Dichter des Barock, evangelisch-lutherischer Pastor und Generalsuperintendent im Herzogtum Schleswig.

## Leben
Sohn eines Ratsherrn, verbrachte Stökken die ersten Schuljahre im heimatlichen Rendsburg, übersiedelte aber später nach Lüneburg, wo er am Johanneum seine Gymnasialstudien abschloss. 1652 immatrikulierte er sich zunächst in Leipzig und setzte sodann seine theologischen Studien in Rostock fort, wo er 1655 den Magistergrad erwarb. Anfangs verdingte er sich als Hauslehrer, erhielt aber schon 1656 seine erste Pastorenstelle an der St. Johanniskirche in Trittau, wo er sich prompt mit der Witwe seines Vorgängers verheiratete. 1666 erhielt er die Berufung zum bischöflichen Hofprediger und Superintendenten an St. Michaelis in Eutin.
Erneut zum theologischen Studium zurückgekehrt, promovierte er 1674 an der Universität Kiel. Im Jahre 1678 übertrug man ihm die Generalsuperintendentur für den königlichen Anteil an Schleswig und Holstein mit dem Amtssitz in seiner Heimatstadt Rendsburg, die er bis zu seinem Tode innehatte.
In poetischen Kreisen erwarb er bald einen Ruf als begabter Dichter von Kirchenliedern. Im Jahr 1675 nahm ihn Philipp von Zesen unter dem Namen Der Andächtige in die Deutschgesinnte Genossenschaft auf. Zeitlebens blieb er ein aufrichtiger Bewunderer Zesens und imitierte sogar stellenweise dessen skurrile Orthographie, was ihn der Kritik einiger Zeitgenossen aussetzte.

## Familie
Am 9. Februar 1657 heiratete von Stökken Margarethe (* 4. April 1621; † 11. Mai 1682). Sie war eine Tochter des Hamburger Kaufmanns Johann Grave und dessen Ehefrau Dorothea Spitzenberger und Witwe des Trittauer Pastoren Bernhard Lösebeck, Stökkens Amtsvorgänger. In zweiter Ehe heiratete er am 17. April 1683 in Rendsburg Ida Walter, die nicht vor 1717 starb. Sie war eine Tochter des früheren Kommandanten von Tönning und dänischen Generalmajors Hans Walter (1618–1677) und Dorothea Hecklauer (1633–1669).
Aus von Stökkens erster Ehe stammten zwei Töchter und zwei Söhne:
- Heinrich von Stökken arbeitete als Pastor.
- Friedrich Gerhard (1660–nach 1725) war Landvogt in Oldenburg und Elsfleth und dänischer Regierungsrat.
- Anna Catharina (1664–1682) heiratete den königlichen Oberkommissar und Landrentmeister für die Grafschaften Oldenburg und Delmenhorst namens Christian Burchard von Felden.

Aus von Stökkens zweiter Ehe stammte der Sohn Hans Heinrich (* 1684). Er war ein dänischer Resident in Den Haag und wurde 1721 Landvogt im Stad- und Butjadingerland (Grafschaft Oldenburg).
Stökkens Brüder sind der Jurist Gerhard von Stökken (1629–1681) und der dänische Rentmeister und Generalkriegskommissar Heinrich von Stöcken (1631–1681).

## Werke (Auswahl)
- Neugestimmte Davids-Harfe. Schleswig 1656
- Heilige Friedens-Arbeit. Glückstadt 1662
- Heilige Herzens-Seufzer. Lübeck 1668
- Heilige Passions-Gemälde. Frankfurt/M. 1674 (Digitalisat des Exemplars der Herzog August Bibliothek)
- Heilige Nachtmahls-Musik. Plön 1676

## Werk- und Literaturverzeichnis
- Gerhard Dünnhaupt: Christian von Stökken (1633–1684). In: Personalbibliographien zu den Drucken des Barock. Band 3. Hiersemann, Stuttgart 1993, ISBN 3-7772-9305-9, S. 3973–3988.